# توشمانلو
توشمانلو یکی از روستاهای استان آذربایجان شرقی است که در دهستان گرمه شمالی بخش کندوان شهرستان میانه واقع شده‌است.
این روستا در ۶۵ کیلومتری شهرستان میانه واقع شده‌است.
محصول عمدهٔ آن سیب است که شهرت جهانی دارد که به سیب میانه معروف است
این روستا دارای سدی خاکی است که برای آبیاری باغ‌های زیر دست از آن استفاده می‌شود. این روستا به نام‌های دوشمنلو (به اشتباه به این نام می‌خوانند) توشمنلی، توشملی (ییلاق خوش اتراق و آخرین اتراق بین میانه اردبیل) که بعدها در گذر تاریخ به توشمانلو رسیده نیز معروف است.
از جاهای دیدنی وجود کهریزهای قدیمی در آن نشان ازقدمت آن دارد. ودارای چندین غار (کول) می‌باشد.
کانال آب آور روستا که به همت اهالی روستا ساخته شده است قدمتی در حدود نیم قرن دارد و از شاهکارهای مهندسی در زمان خود میباشد و تامین کننده ی اصلی آب مورد نیاز سد احداثی که بعدها در پایین دست روستا ساخته شده است میباشد
سد روستا تا زمان حال حاضر از زمان احداث سه مرتبه مورد بازسازی و بهینه سازی قرار گرفته واز یک بند خاکی گلی به بند سنگی(در دو مرحله) و از بند سنگی به سد خاکی مدرن امروزی ارتقا پیدا کرده است
توشمانلو روستایی است که با توجه به وجود گورهای باستانی و قلعه‌ای که گویا متعلق به دوره بابک است، اهمیت و پتانسیل زیادی از نظر مطالعات باستان شناسانه دارد.
سدی که در روستا قرار دارد و به یاری اهالی روستا ساخته شده مهم‌ترین منبع ذخیره آب است. این روستا دارای راه آسفالت، آب، برق، گاز ، تلفن مدرسه ابتدایی و متوسطه  است. مهاجرت از این روستا کم است و حتی سیر معکوس دارد.
شایان ذکر است که بالای ۹۰درصد باغات این روستا به صورت قطره‌ای آبیاری می‌شود و در این زمینه یکی از روستاهای پیشرو در سطح کشور است.

## جمعیت
این روستا در دهستان گرمه شمالی قرار دارد و براساس سرشماری مرکز آمار ایران در سال ۱۳۸۵، جمعیت آن ۶۷۳ نفر (۱۱۹خانوار) بوده‌است.